# MV Agusta Brutale
La Brutale est un modèle de motocyclette produite par la firme italienne MV Agusta.
La Brutale apparaît pour la première fois fin 2002. C'est une version de la 750 F4 dépouillée de son carénage. Le cadre treillis tubulaire et le monobras sont laissés apparents. Les deux silencieux d'échappement superposés à droite surplombent la roue. Comme la sportive, son design est l'œuvre de Massimo Tamburini.
Le moteur à quatre cylindres en ligne est également repris. Il conserve la même puissance de presque 130 ch.
Le freinage est confié à Nissin, les étriers avant et arrière passent respectivement à six et quatre pistons.
En 2006, la 750 est épaulée par une version 910 cm3. Les valeurs d'alésage et de course du moteur passent à 76 et 50,1 mm, pour une cylindrée de 909,1 cm3. La puissance grimpe à 136 ch à 11 000 tr/min et le couple à 9,8 kg m à 7 900 tr/min.
Comme la F4, la Brutale est déclinée en différentes versions.
- Brutale 750 S

La 750 S représente le modèle standard.
- Brutale 750 Oro

À l'instar de la F4, MV Agusta propose une version Oro sur laquelle le bras oscillant, son ancrage sur le cadre et les jantes sont en magnésium. Ce matériau permet un gain de 6 kg par rapport au modèle standard. Elle reçoit également une plaque dorée comportant le numéro de série et le nom du propriétaire.
- Brutale 910 S

La Brutale 910 S est la version standard de la machine dotée du moteur de 910 cm3.
- Brutale 910 R

La Brutale 910 R sort fin 2006. C'est une version mieux équipée de la Brutale 910S. Les étriers de frein adoptent une fixation radiale, tandis que les disques avant passent à 320 mm de diamètre. Les jantes en aluminium forgé sont signées Brembo. Elle est équipée d'un échappement de compétition.
- Brutale 750 America

La 750 America est une série limitée à 300 exemplaires, présentée en 2005, qui diffère du modèle standard par la peinture blanche, rouge et bleue, les jantes en aluminium forgé Marchesini, les éléments de carrosserie en fibre de carbone, le revêtement de selle en alcantara.
- Brutale CRC

Comme l'America, la Brutale CRC est produite à 300 exemplaires. Elle est recouverte d'une peinture bleue et grise et bénéficie d'une selle en alcantara bleue.
- Brutale Gladio

Construite sur une base de 750 ou de 910, la Gladio est une série limitée à 300 exemplaires. Le cuir recouvre la selle, la fibre de carbone remplace la plupart des éléments en plastique. Elle est équipée d'un système d'alarme spécifique.
- Brutale 910 R Italia

Le 9 juillet 2006, le soir de la finale de la Coupe du monde de football de 2006, Claudio Castiglioni décide d'offrir aux joueurs de l'équipe d'Italie une Brutale 910 R avec une décoration spécifique, en cas de victoire. C'est chose faite et laBrutale 910 R Italia voit le jour. Elle est produite à 124 exemplaires, dont 24 reviendront à chacun des joueurs. Elles seront marquées du numéro du joueur, de son nom et du nom du sélectionneur. Elle est recouverte d'une peinture bleue, semblable à celle du maillot des joueurs, ornée du drapeau italien.
- Brutale 989 R

La 989 R est présentée lors du salon de Milan 2007. Le moteur passe à 982,3 cm3 grâce à une augmentation de 3 mm de l'alésage par rapport à un moteur de Brutale 910.
- Brutale 1078 RR

Comme la 989 R, la Brutale 1078 RR est présentée à l'occasion du salon de Milan 2007. C'est une version déshabillée de la F4 1078 RR. Cette machine est destinée avant tout à courir dans la compétition monomarque organisée par MV Agusta : le Challenge Brutale.
Cette machine est récompensée par le prix de la moto de l'année 2008 par l'hebdomadaire italien Motociclismo.
- Brutale 910 Wally

La Brutale Wally est conçue en hommage au constructeur de yacht Wally. Elle est produite à 118 exemplaires, 118 étant également la longueur, en pieds, du WallyPower, bateau emblème du constructeur.
- Brutale 910 Hydrogen

La Brutale Hydrogen est sortie à 100 exemplaires, chacun vendu 18 190 €. Elle est conçue pour la marque de vêtement éponyme.
- Brutale 1078 RR JeanRichard

Cette série spéciale est conçue en partenariat avec l'horloger JeanRichard. Seule la couleur est différente.
- Brutale 990R et 1090R

Cette série sort en 2010 : l'aspect est préservé par rapport aux modèles précédents mais la mécanique est neuve à 85 %. Elle se voit adjoindre une clé à transpondeur antivol,.
- Brutale 675

En parallèle de la présentation de la F3, MV Agusta annonce, lors du salon EICMA 2011 la production de la Brutale 675. Comme la F3, elle utilise un moteur tricylindre en ligne de 675 cm3, développant 115 ch à 12 500 tr/min, pour un couple de 6,63 kg m à 12 000 tr/min. Elle est disponible à partir de mars 2012 pour 8 990 €.
- Brutale 800

Annoncée le 2 novembre juste avant le salon EICMA 2012, c'est une version 800 de la Brutale B3 675 tricylindre. La taille des cylindres a été modifiée, passant de 79 × 45,9 mm à 79 × 54,3 mm, permettant de monter la cylindrée à 798 cm3 et de développer 125 ch à 11 600 tr/min, pour un couple de 8,25 kg m à 8 600 tr/min. Disponible dès décembre 2012 pour 9 990 €. L'autre différence avec le modèle 675 est la présence de suspensions réglables en précontrainte, compression et détente à l'avant comme à l'arrière. Elle est disponible en quatre coloris : rouge rubis métallisé/argent, blanc/rouge Mamba, gris métallisé mat/blanc perlé, et blanc/bleu perlé « Italia ».
La Brutale tricylindre a servi de base de conception à des déclinaisons donnant naissance à une gamme complète équipée du châssis mixte treillis tubulaire/platines aluminium et du moteur tricylindre de 800 cm3 : la Rivale, la Stradale et la Turismo Veloce.

## Galerie

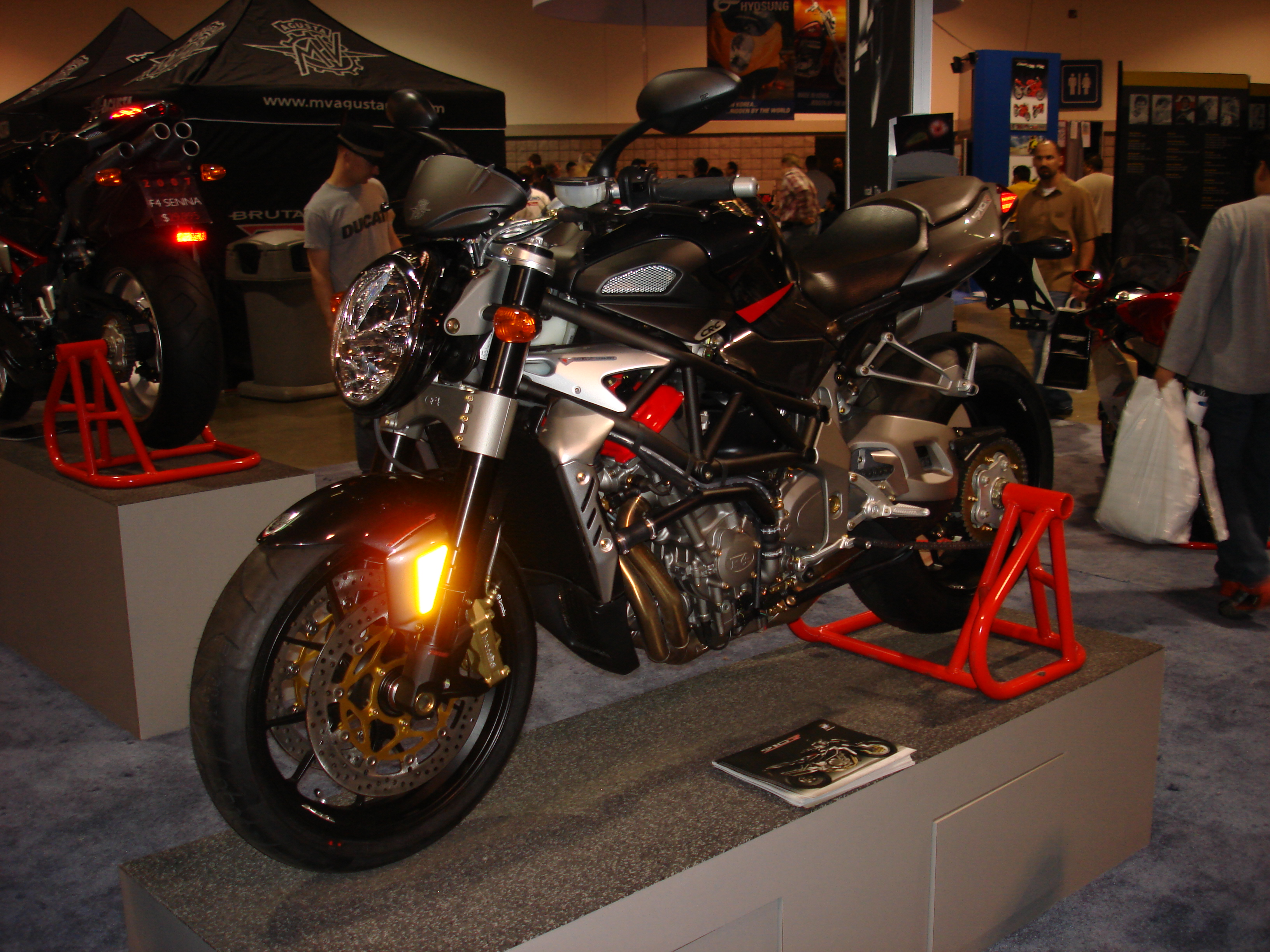
910R.
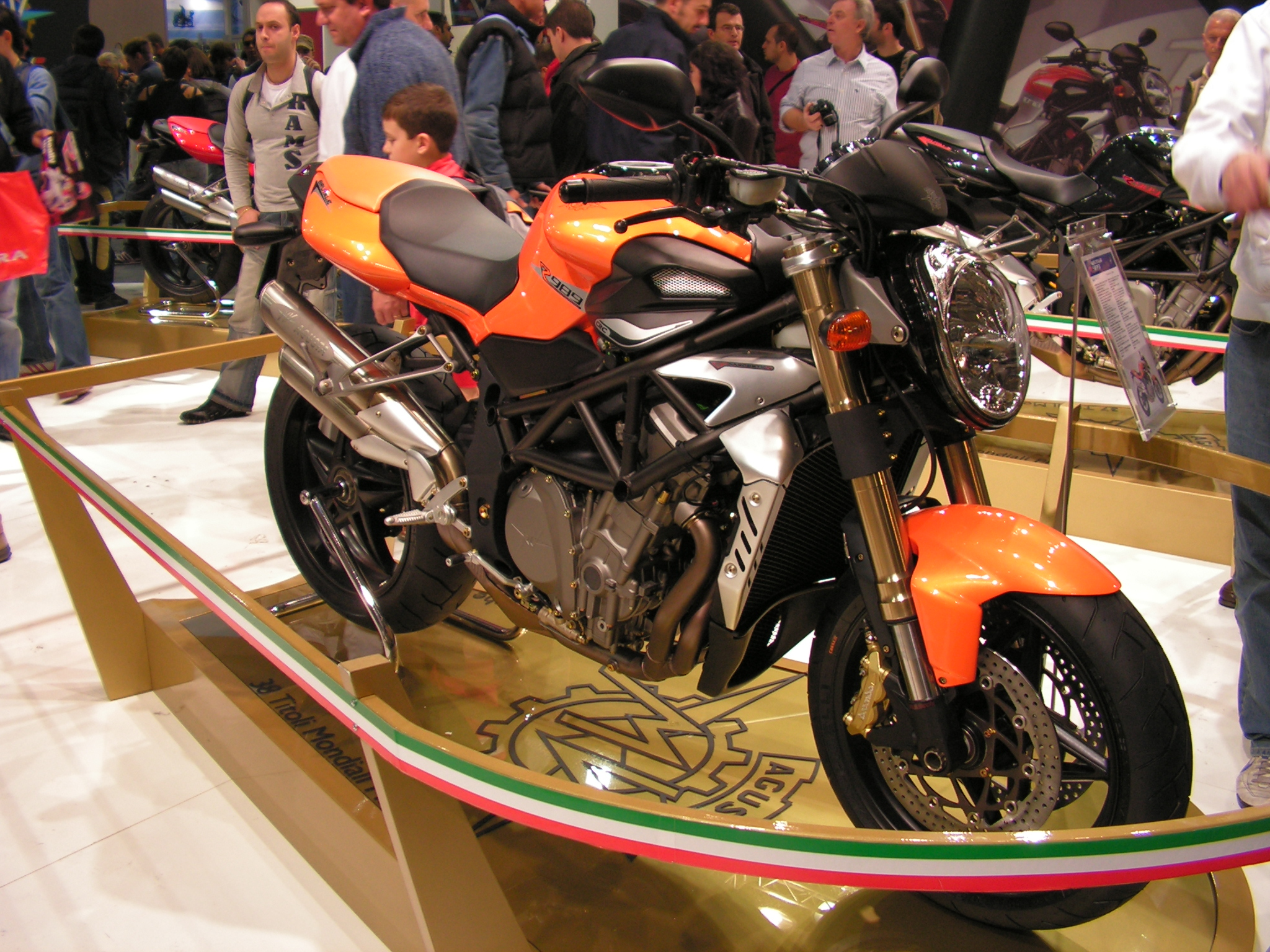
989 R.